# Sorbiers (Hautes-Alpes)
Sorbiers ist eine französische Gemeinde im Département Hautes-Alpes in der Region Provence-Alpes-Côte d’Azur. Sorbiers gehört zum Kanton Serres im Arrondissement Gap.

## Geografie
Das Gemeindegebiet von Sorbiers liegt im seit 2015 bestehenden Regionalen Naturpark Baronnies provençales. Die Gemeinde grenzt im Süden an das Département Drôme mit den Gemeinden Chauvac-Laux-Montaux und Villeboix-les-Pins. Die Nachbargemeinden im Département Hautes-Alpes sind Ribeyret im Norden, L’Épine im Nordosten, Montjay im Osten und Saint-André-de-Rosans im Westen.

## Bevölkerungsentwicklung
| Jahr      | 1962 | 1968 | 1975 | 1982 | 1990 | 1999 | 2006 | 2012 |
| --------- | ---- | ---- | ---- | ---- | ---- | ---- | ---- | ---- |
| Einwohner | 26   | 19   | 20   | 28   | 36   | 54   | 38   | 42   |